# Jeffrey Duckett
Jeffrey Duckett (1944) is een Britse botanicus. Hij is hoogleraar aan de Queen Mary, University of London.
Duckett houdt zich bezig met onderzoek op het gebied van celbiologie, morfologie, ontwikkelingsbiologie, fysiologie en evolutiebiologie van lagere landplanten (mossen en varens). Onderzoek waar hij zich op richt betreft de biologie van planten in droge omstandigheden, vloeistoftransport in mossen en relaties tussen levermossen en schimmels. Hij maakt hierbij onder meer gebruik van optische microscopie, elektronenmicroscopie, immunohistochemie, cryogene technieken en in-vitrocultivatie van mossen en varens. 
In 2007 heeft Duckett de Richard Spruce Award ontvangen van de International Association of Bryologists vanwege zijn onderzoek in de bryologie. In 2008 heeft de Linnean Society of London hem de Linnean Medal toegekend vanwege zijn verdiensten voor de botanie. 
Duckett heeft onder meer gepubliceerd in botanische tijdschriften als American Journal of Botany en Botanical Journal of the Linnean Society. 